# Vehlgast-Kümmernitz
Vehlgast-Kümmernitz is een voormalige gemeente in de Duitse deelstaat Saksen-Anhalt, en maakt deel uit van de Landkreis Stendal. Vehlgast-Kümmernitz telde, volgens de website van de gemeente Havelberg, in 2021 in totaal 241 inwoners.
Vehlgast-Kümmernitz is een Ortschaft van de gemeente Havelberg, bestaande uit de dorpjes en gehuchten Damerow, Klein-Damerow, Kümmernitz, Vehlgast en Waldfrieden. Deze plaatsjes liggen, te midden van productiebossen en moerassen, circa 10-12 km ten oosten van het stadje Havelberg. Veel inwoners van deze plaatsjes leven van de bosbouw of de landbouw.
Het belangrijkste gebouw van de Ortschaft is het brandweerhuis te Damerow. Vehlgast is een voormalig vissersdorpje.

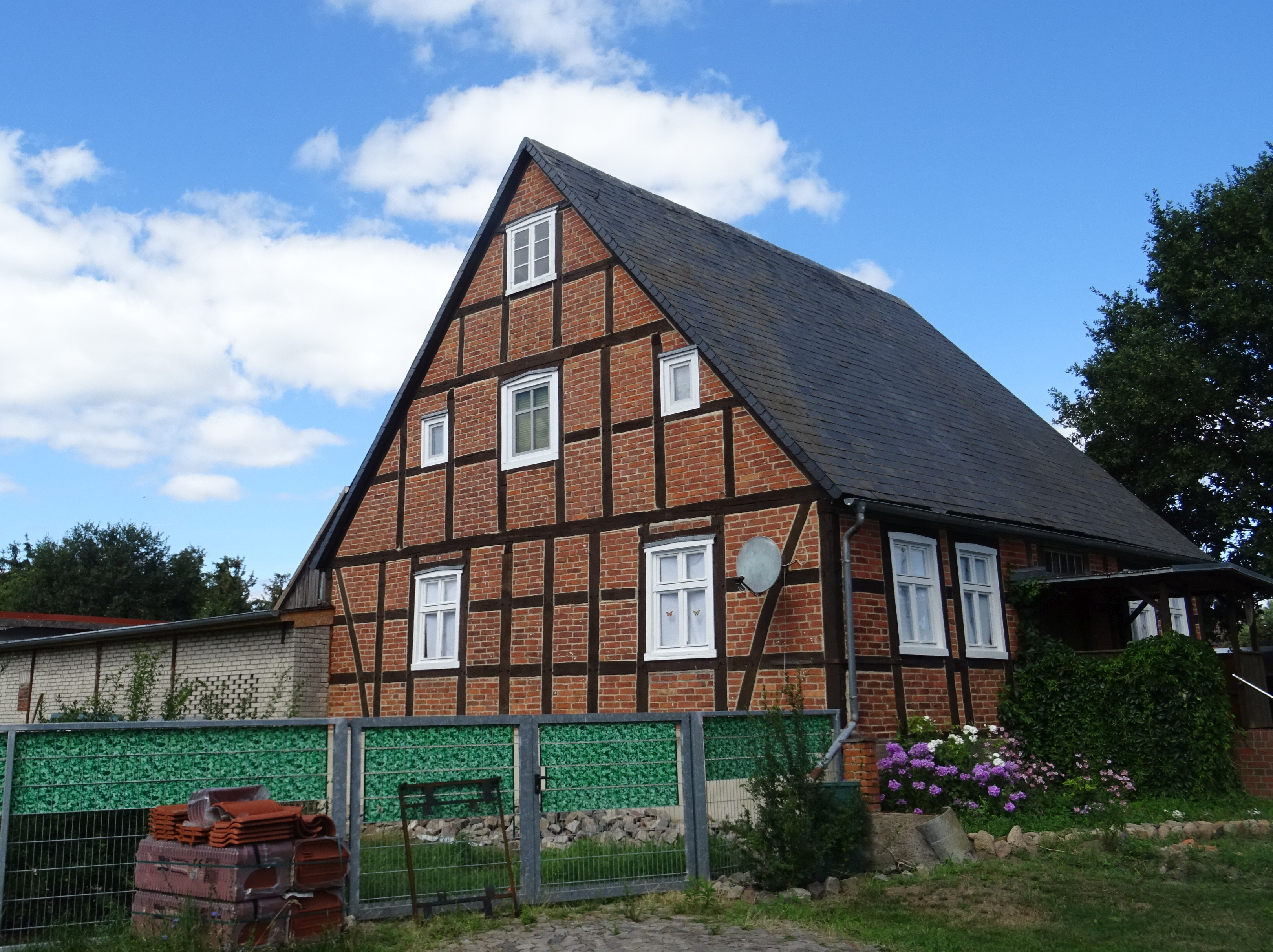
Vakwerkhuis te Vehlgast

Curieus is, in dit tamelijk vlakke gedeelte van Duitsland, een heuse waterval in de waterloop Königsfließ bij Kümmernitz.
De voormalige zelfstandige gemeente Vehlgast-Kümmernitz is op 1 januari 2002 geannexeerd door de stad Havelberg. Zie aldaar voor meer informatie.
De gemeente is op 1 januari 1974 ontstaan door de fusie van de toenmalige zelfstandige gemeenten Vehlgast en Kümmernitz.